# Nikola Senzel
Nikola Senzel (* 2. September 1992) ist ein kroatischer Eishockeyspieler, der seit 2009 beim KHL Medveščak Zagreb unter Vertrag steht und mit dem Klub seit 2017 in der International Hockey League spielt.

## Karriere
Nikola Senzel begann seine Karriere als Eishockeyspieler in der Jugendabteilung des KHL Zagreb, bei dem er bereits als 15-Jähriger in der kroatischen Eishockeyliga debütierte. 2008 wechselte er zum HC Oceláři Třinec in die tschechische U18-Liga. Nach nur einer Saison verließ er die Stadt im Osten Tschechiens wieder und kehrte nach Zagreb zurück, wo er seither beim kroatischen Rekordmeister KHL Medveščak Zagreb auf dem Eis steht. Neben seinen Auftritten in der zweiten Herren-Mannschaft, mit der er in der kroatischen Liga spielte und 2010, 2011, 2013, 2014, 2015, 2016, 2017 und 2018 Kroatischer Meister wurde, war er für die erste Mannschaft des Klubs auch in der slowenisch dominierten Slohokej Liga und mit dem Nachwuchsteam in der österreichischen U20-Liga aktiv. Zudem spielte er für das Team Zagreb, eine Spielgemeinschaft der drei großen Zagreber Klubs Medveščak, Mladost und KHL, zeitweise sowohl in der Slohokej Liga als auch in der slowenischen U20-Liga. Seit 2017 spielt er mit seiner Mannschaft in der International Hockey League. Während der Saison 2018/19 absolvierte er auch einige Spiele für den Klub in der Erste Bank Eishockey Liga.

### International
Für Kroatien nahm Senzel im Juniorenbereich an den Division-II-Turnieren der U18-Weltmeisterschaft 2008 und der U-20-Weltmeisterschaften 2008 und 2009 sowie den Division-I-Turnieren der U20-Weltmeisterschaften 2010, 2011 und 2012 teil. 
Im Herrenbereich stand er im Aufgebot seines Landes bei den Turnieren der Division II der Weltmeisterschaften 2011 und 2013, als ihm mit seiner Mannschaft der Aufstieg in die Division I gelang. Bei den Weltmeisterschaften 2014 und 2018 spielte er mit Kroatien dann in der Division I. Zudem nahm er für seine Farben an den Qualifikationsturnieren für die Olympischen Winterspiele 2014 in Sotschi und 2018 in Pyeongchang teil.

## Erfolge und Auszeichnungen
- 2009 Aufstieg in die Division I bei der U-18-Weltmeisterschaft der Division II, Gruppe B
- 2010 Kroatischer Meister mit dem KHL Medveščak Zagreb
- 2011 Kroatischer Meister mit dem KHL Medveščak Zagreb
- 2013 Aufstieg in die Division I, Gruppe B, bei der Weltmeisterschaft der Division II, Gruppe A
- 2013 Kroatischer Meister mit dem KHL Medveščak Zagreb
- 2014 Kroatischer Meister mit dem KHL Medveščak Zagreb
- 2015 Kroatischer Meister mit dem KHL Medveščak Zagreb
- 2016 Kroatischer Meister mit dem KHL Medveščak Zagreb
- 2017 Kroatischer Meister mit dem KHL Medveščak Zagreb
- 2018 Kroatischer Meister mit dem KHL Medveščak Zagreb

## Slohokej Liga-Statistik
(Stand: Ende der Saison 2011/12)